# 巴勒莫 (北达科他州)
巴勒莫（英語：Palermo），是美国北达科他州下属的一座城市。根据2010年美国人口普查，该市有人口74人。